# قازار سباستاتسی
غازار سباستاتسی (ارمنی: Ղազար Սեբաստացի؛ انگلیسی: Łazar Sebastatsi؛ -  زادهٔ ۱۶ام - درگذشته ۱۷ام ح.)، مؤلف اهل ارمنستان بود.